# Princípio de Aufbau

O princípio de Aufbau, sendo aplicado no Diagrama de Pauling.

O princípio de Aufbau (do alemão Aufbau, que significa "construção") ou princípio da estruturação, também conhecido como diagrama de distribuição eletrônica ou diagrama de Linus Pauling, é usado para determinar a configuração eletrônica de um átomo ou íon. O princípio postula um processo hipotético em que um átomo é "construído" pela adição progressiva de elétrons. Os elétrons preenchem os orbitais atômicos disponíveis dos níveis de energia mais baixos antes de ocuparem níveis mais altos. Como eles são adicionados, eles assumem as condições mais estáveis (orbital atômico) com relação ao núcleo e aos elétrons que já estão lá. Por exemplo, a camada 1s é preenchida antes que a subcamada 2s esteja ocupada. Desta forma, os elétrons de um átomo ou íon formam a configuração eletrônica mais estável possível. Um exemplo é a configuração 1s2 2s2 2p6 3s2 3p3 para o átomo de fósforo, o que significa que a subcamada 1s tem 2 elétrons e assim por diante. 

Diagrama "de Pauling" (ou de Madelung, ou de Klechkovski)

O princípio de Aufbau é um diagrama fundamental para o entendimento da estrutura da Tabela Periódica dos Elementos, o qual no Brasil, em muitos livros de química, o modelo é atribuído ao Químico norte-americano Linus Pauling; entretanto, não há evidências de que tenha sido ele o criador desse método. Especificamente, o diagrama é um auxílio mnemônico para descrever a ordem correta com que os elétrons de um átomo preenchem os subníveis da eletrosfera. Ele está baseado na chamada Regra de Madelung, atribuída ao físico alemão Erwin Madelung. Segundo esta regra empírica, os subníveis devem ser preenchidos na ordem crescente de {\textstyle n+l}, onde {\textstyle n,l} são respectivamente os números quânticos principal e secundário do subnível. Ainda, no caso de dois subníveis com os mesmos valores de {\textstyle n+l}, aquele com o menor valor de n deve ser preenchido primeiro. Essas regras podem ser visualisadas na forma de um diagrama, como na figura ao lado. Nesse diagrama, como é praxe na química, o valor do número quântico {\displaystyle l} é designado por letras: {\displaystyle s}, {\displaystyle p}, {\displaystyle d}, {\displaystyle f}, correspondendo aos valores {\textstyle l=0,1,2,3}, respectivamente.
A atribuição do diagrama a Linus Pauling é largamente difundida no Brasil, inclusive em livros-texto e em programas para diferentes tipos de concursos públicos e particulares, especialmente na área do ensino médio e vestibulares. Porém, esse nome do diagrama carece completamente de citações internacionais. Uma forma muito mais visualmente complexa do diagrama de fato aparece no célebre livro-texto de química de Pauling, General Chemistry: An Introduction to Descriptive Chemistry and Modern Chemical Theory (1947).  Porém, a versão moderna do diagrama parece ter sido primeiramente apresentada pelo cientista chinês Pao-Fang Yi e aperfeiçoada na Austrália pelo professor L. M. Simmons. O professor Therald Moeller em seu livro de Química Inorgânica, descreveu e detalhou a forma do diagrama que conhecemos atualmente.  A atribuição a Pauling parece ser assim um caso do chamado Efeito Matthew.
Uma justificativa teórica para a validade destas regras, baseada no modelo de Thomas-Fermi, foi apresentada em 1962 pelo químico soviético V. Klechkovsky, o qual tem por isso seu nome associado ao diagrama, especialmente em países de língua russa e francesa

## Diagrama

### Distribuição eletrônica
| | camada            | subnível                                                                      |
| --- | ----------------- | ----------------------------------------------------------------------------- |
| 1 | {\displaystyle K} | {\displaystyle s}                                                             |
| 2 | {\displaystyle L} | {\displaystyle s} e {\displaystyle p}                                         |
| 3 | {\displaystyle M} | {\displaystyle s} , {\displaystyle p} e {\displaystyle d}                     |
| 4 | {\displaystyle N} | {\displaystyle s} , {\displaystyle p} , {\displaystyle d} e {\displaystyle f} |
| 5 | {\displaystyle O} | {\displaystyle s} , {\displaystyle p} , {\displaystyle d} e {\displaystyle f} |
| 6 | {\displaystyle P} | {\displaystyle s} , {\displaystyle p} e {\displaystyle d}                     |
| 7 | {\displaystyle Q} | {\displaystyle s} e {\displaystyle p}                                         |
| Nota |                   |                                                                               |
| {\displaystyle s} (sharp = nítido), {\displaystyle p} (principal), {\displaystyle d} (diffuse = difuso), {\displaystyle f} (fundamental) |                   |                                                                               |

### Número máximo de elétrons em cada subnível

Diagrama de Linus Pauling.

| subnível          | Número de elétrons por subnível |
| ----------------- | ------------------------------- |
| {\displaystyle s} | {\displaystyle 2} elétrons      |
| {\displaystyle p} | {\displaystyle 6} elétrons      |
| {\displaystyle d} | {\displaystyle 10} elétrons     |
| {\displaystyle f} | {\displaystyle 14} elétrons     |

O diagrama é representado assim:
| camada | subnível                                         |
| --- | ------------------------------------------------ |
| {\displaystyle K} | {\displaystyle 1s^{2}}                           |
| {\displaystyle L} | {\displaystyle 2s^{2}\ 2p^{6}}                   |
| {\displaystyle M} | {\displaystyle 3s^{2}\ 3p^{6}\ 3d^{10}}          |
| {\displaystyle N} | {\displaystyle 4s^{2}\ 4p^{6}\ 4d^{10}\ 4f^{14}} |
| {\displaystyle O} | {\displaystyle 5s^{2}\ 5p^{6}\ 5d^{10}\ 5f^{14}} |
| {\displaystyle P} | {\displaystyle 6s^{2}\ 6p^{6}\ 6d^{10}}          |
| {\displaystyle Q} | {\displaystyle 7s^{2}\ 7p^{6}}                   |
| Nota |                                                  |
| {\displaystyle s} (sharp = nítido), {\displaystyle p} (principal), {\displaystyle d} (diffuse = difuso), {\displaystyle f} (fundamental) |                                                  |

A ordem do diagrama que se lê é: {\displaystyle 1s^{2},\ 2s^{2},\ 2p^{6},\ 3s^{2},\ 3p^{6},\ 4s^{2},\ 3d^{10},\ 4p^{6},\ 5s^{2},\ 4d^{10},\ 5p^{6},\ 6s^{2},\ 4f^{14},\ 5d^{10},\ 6p^{6},\ 7s^{2},\ 5f^{14},\ 6d^{10},\ 7p^{6}} .